# Jacques de Majorque
 (mai 2022).
Si vous disposez d'ouvrages ou d'articles de référence ou si vous connaissez des sites web de qualité traitant du thème abordé ici, merci de compléter l'article en donnant les références utiles à sa vérifiabilité et en les liant à la section « Notes et références ».
Jacques de Majorque (Jaume de Mallorca, 1278 - 1330), infant de Majorque, était le fils aîné du roi Jacques II de Majorque et d'Esclarmonde de Foix. 
Héritier du royaume de Majorque, il renonça au trône en 1299 pour intégrer l'ordre des Franciscains. La couronne est donc revenue à son frère Sanç qui devint roi sous le nom de Sanche Ier de Majorque.